# Bronislau Ostoja Roguski
Leszeck Bronislau Ostoja Roguski (Curitiba, 11 de outubro de 1913 — , 1972)  foi um advogado e político brasileiro.

## Biografia
Bronislau Roguski era filho dos poloneses Vitoldo Alexandre Ostoja Roguski e de Maria Roguski.
Estudou no Colégio Iguaçu e no Ginásio Paranaense, ambos em Curitiba, bacharelando-se, em 1937, em ciências jurídicas e sociais pela Faculdade Nacional de Direito da Universidade do Brasil, no Rio de Janeiro, então distrito federal.
Bronislau destacou-se como o primeiro deputado federal, eleito pelo estado do Paraná, de origem polonesa no Brasil. Foram dois mandatos consecutivos: de 1951 a 1958, efetivados através de uma coligação liderada pela União Democrática Nacional(UDN).
Entre as preposições apresentadas pelo então deputado Bronislau, encontram-se:
- Para autorização da construção de ponte internacional em Foz do Iguaçu (20/4/1951);
- Para conceder isenção de direitos de importação, consumo e taxa aduaneira, para quatro sinos e respectivos acessórios, importados pelo convento dos padres capuchinhos de Nossa Senhora das Mercês (13/6/1951);
- Para a criação de uma estação de viticultura no município de Ponta Grossa (18/9/1952);
- Para a autorização de emissão de selos postais comemorativos do centenário da Emancipação Política do Paraná (23/9/1952);
- Para regulamentação de filiações das Associações Desportivas (4/9/1953);
- Para conceder abatimento de 50% nos fretes de matérias e animais de serviço, pela RFFSA, destinados ao fomento da produção agrícola (24/6/1958);
- Para estabelecer um plano de saneamento e aproveitamento econômico do Vale do Iguaçu (6/5/1958), entre outras preposições apresentadas.

Bronislau foi vice-presidente da Federação das Associações Rurais do Paraná e diretor da Confederação Rural Brasileira e também se destacou na elaboração da constituição paranaense e nas comemorações do centenário da colonização polonesa do Paraná.
Bronislau Ostoja Roguski faleceu aos 59 anos de idade.
Seis anos após sua morte, a cidade de Curitiba batizou uma de suas vias como Rua Dr. Bronislau Ostoja Roguski, como homenagem a este ilustre paranaenses descendente de polonês. Esta rua está localizada no bairro Jardim das Américas.